# Коробко Микола Іванович
Коробко Микола Іванович (17 січня 1937, Сочі, РСФРР — 30 березня 2021, Кривий Ріг) — український правозахисник, громадсько-політичний діяч, народний депутат України I скликання (15.05.1990 — 10.05.1994).

## Життєпис
Народився  в сім'ї робітників, українець.
Навчався у Дніпропетровському державному університеті (1954—1959), за освітою — інженер-геолог.
- З 1959 — інженер-петрограф, старший інженер-петрограф Ленінської геолого-розвідувальної партії, трест «Кривбасгеологія».
- З 1968 — аспірант Дніпропетровської групи відділу Інституту мінеральних ресурсів.
- З 1971 — викладач Криворізького гірничого технікуму.
- 1974 — старший майстер-геолог з усереднення руд Північного гірничо-збагачувального комбінату, місто Кривий Ріг.
- З 1974 — гірничий майстер з усереднення руд Першотравневого рудника Північного гірничо-збагачувального комбінату, місто Кривий Ріг.
- З 1975 — старший геолог Першотравневий рудника Першотравневого рудоуправління.
- З 1983 — старший геолог, в.о. головного геолога Північно-Криворізької геолого-розвідувальної експедиції ГРП управління «Укрчорметгеологія».
- З 1985 — старший інженер, науковий працівник Криворізького науково-дослідного гірничорудного інституту[1].

Батько 4 дітей.

## Політична та громадська діяльність

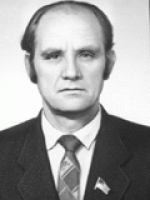
Микола Коробко — депутат
Верховної Ради України Ⅰ скликання

Народний депутат Верховної Ради Української Радянської Соціалістичної Республіки XII скликання (обраний по Тернівському виборчому округу № 93), згодом — народний депутат України Верховної Ради I скликання, член комісії у питаннях екології та раціонального природокористування. Входив до Народної ради.
04.2002 — кандидат у народні депутати України по виборчому округу № 31 Дніпропетровської області (самовисування). За 1,11 %, 12 з 15 прет. На час виборів: пенсіонер, голова Криворізького об'єднання Всеукраїнського товариства «Просвіта», безпартійний.
03.1994 — кандидат у народні депутати України, Тернівський виборчий округ № 91 Дніпропетровської області, висунутий виборцями. Результати: 1-й тур — 12,91 %, 1 місце із 17 претендентів; 2-й тур — 34,88 %, 2 місце з 2 претендентів.
Голова Української екологічної асоціації «Зелений світ» (до 1995); заступник голови Демократичного об'єднання «Україна», голова ГО «Криворізьке міське правозахисне товариство» (2010-2011).
Був серед засновників  у Кривому Розі осередку «Просвіти»,  газети «Промінь Просвіти», осередку «Зеленого світу», осередку Народного Руху, «Криворізького міського правозахисного товариства», організовував кінопокази Мандрівного фестивалю документальних фільмів про права людини «Docudays UA». Також брав участь у діяльності «Спілки українських офіцерів» та «Асоціації народних депутатів усіх скликань».
Довірена особа кандидата на пост Президента України Віктора Ющенка в ТВО № 31 (2004—2005).
У 2008 обраний членом правління Української Гельсінської спілки з прав людини.
Завдяки активній участі М. І. Коробка у Кривому розі був створений заказник «Балка Північна Червона»[джерело?].

## Вшанування пам'яті
Рішенням Криворізької міської ради  №1515 від 28 жовтня 2022 року вул. Тобольська перейменована на вул. Миколи Коробка.